# Amtsgericht Sinsheim

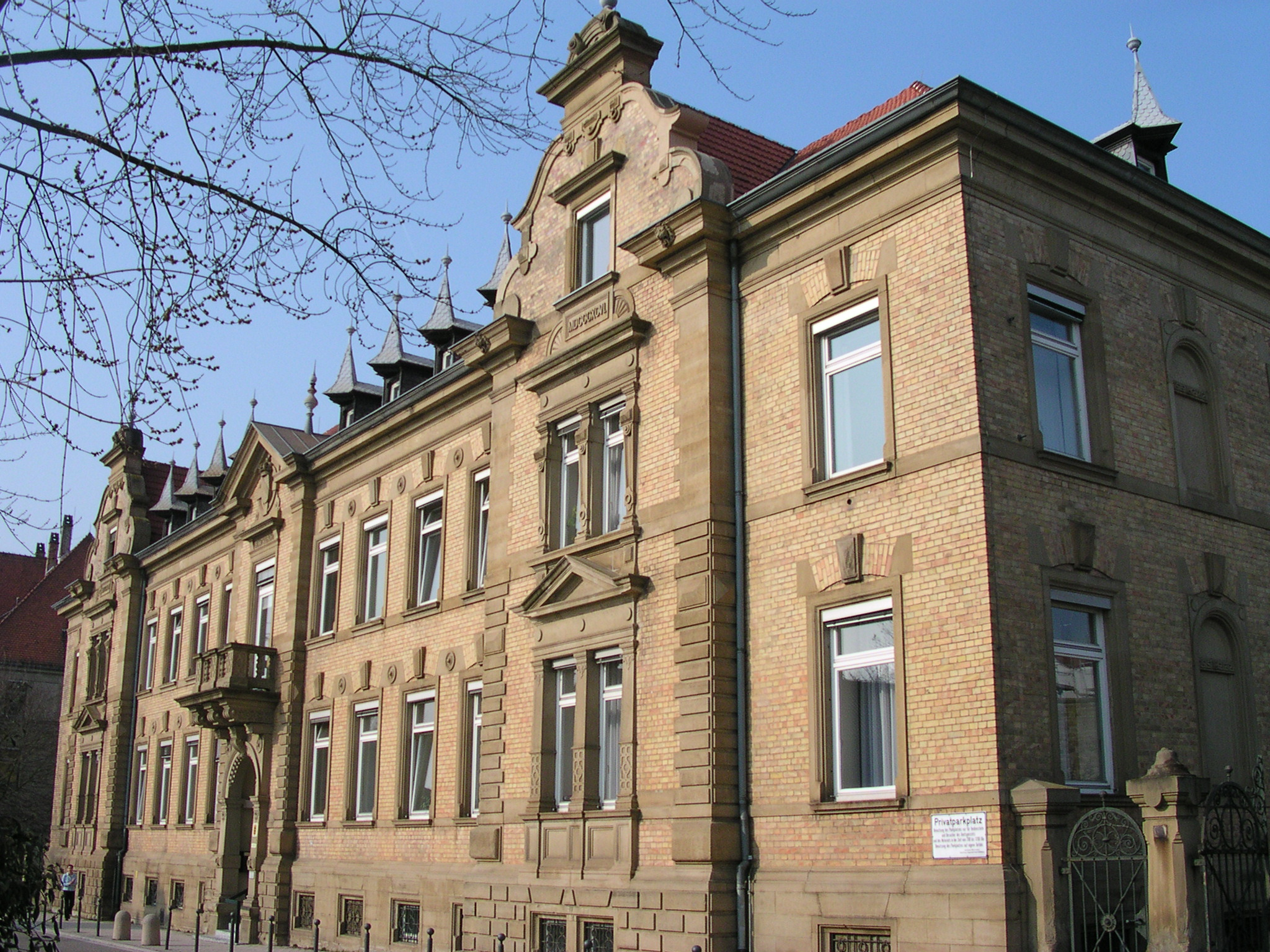
Gerichtsgebäude

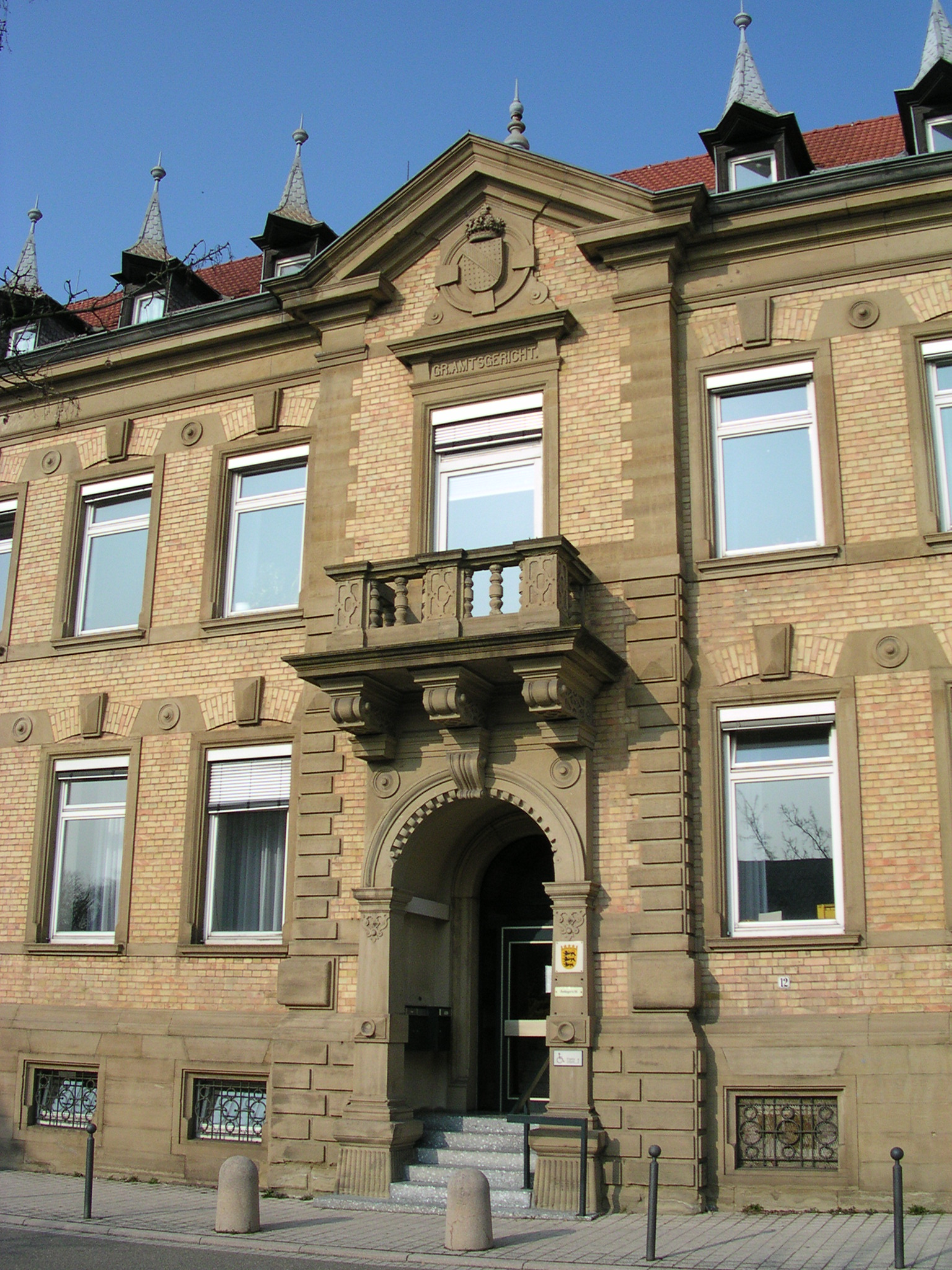
Portal

Das Amtsgericht Sinsheim ist ein Gericht der ordentlichen Gerichtsbarkeit und eines von drei Amtsgerichten (AG) im Bezirk des Landgerichts Heidelberg.

## Gerichtssitz und -bezirk
Sitz des Gerichts ist die Große Kreisstadt Sinsheim im Rhein-Neckar-Kreis. Der Gerichtsbezirk erstreckt sich auf die Städte und Gemeinden Angelbachtal, Epfenbach, Eschelbronn,
Helmstadt-Bargen, Lobbach, Mauer, Meckesheim, Neckarbischofsheim, Neidenstein, Reichartshausen, Sinsheim, Spechbach, Waibstadt und Zuzenhausen. In ihm leben rund 77.000 Menschen.
Für die Insolvenz-, Zwangsversteigerungs- und Zwangsverwaltungsverfahren, die Verfahren nach dem Transsexuellengesetz sowie die Personenstands- und Landwirtschaftssachen aus dem Bezirk des AG Sinsheim ist das Amtsgericht Heidelberg zuständig. Das Handels- und das Vereinsregister werden beim Amtsgericht Mannheim als Registergericht geführt. Mahnverfahren bearbeitet das Amtsgericht Stuttgart als Zentrales Mahngericht.

## Gebäude
Das Gericht ist in dem von 1894 bis 1896 errichteten Sandsteingebäude Werderstraße 12 untergebracht.

## Übergeordnete Gerichte
Dem Amtsgericht Sinsheim unmittelbar übergeordnet ist das Landgericht Heidelberg. Zuständiges Oberlandesgericht ist das Oberlandesgericht Karlsruhe.